# Lídia Jorge

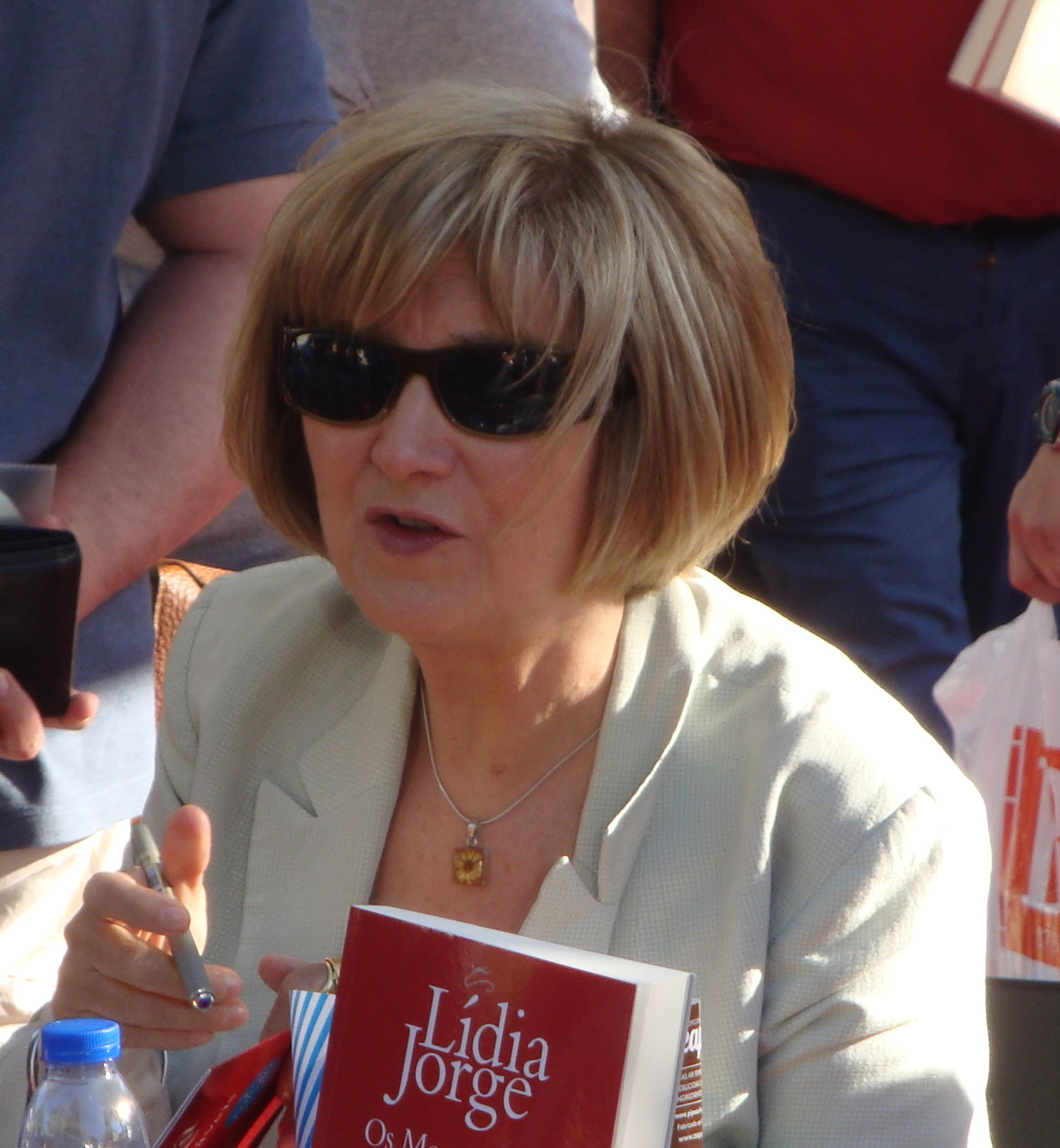
Lídia Jorge, 2014

Lídia Jorge, född 18 juni 1946, är en portugisisk författare.
Lídia Jorge anses vara en av de främsta portugisiska författarna i sin generation. Hon har sedan debuten 1980 med O Dia dos Prodígios främst utgivit romaner men även skrivit noveller, essäer, barnböcker och dramatik. En tid i Angola och Moçambique under Portugisiska kolonialkriget har påverkat hennes författarskap. Hennes verk är översatta till flera språk.

## Biografi
Jorge flyttade till Lissabon efter gymnasieskolan och studerade romansk filologi vid Lissabons universitet. Efter examen 1968 flyttade till Angola och arbetade som gymnasielärare. Två år senare flyttade hon till Moçambique och gifte sig med en portugisisk officer. Efter Nejlikerevolutionen 1974 återvände hon till Lissabon. Dessa erfarenheter präglade hennes författarskap.

## Verk
Jorge anses vara en av de främsta författarna i den moderna portugisiska litteraturen, som växte fram efter den andra portugisiska republiken. Hennes debutroman O Dia dos Prodigios är en allegori över Salazars polisstat. Hon har påverkats av åren i kolonialkriget i Angola och inspirerats av den muntlig tradition och ordspråk som är så vanlig i Afrika. Jorge forskade vid militärmuseet i Lissabon
inför A Costa dos Murmúrios som baserar sig på kolonialkriget i Moçambique.

#### På svenska
- 2011 – Walters dotter, översättning: Örjan Sjögren.[5]

#### På portugisiska (urval)
- 1980 – O Dia dos Prodigios (2010)
- 1984 – Noticias da Cidade silvestre (1987)
- 1988 – A Costa dos Murmúrios (1992)
- 1995 – Jardim sem limites

#### Barnböcker
- 2007 – O Grande Voo do Pardal
- 2010 – Romance do Grande Gatão
- 2018 – O Conto da Isabelinha

## Priser och utmärkelser
- Stora korset av Henrik Sjöfararens orden (2005)
- Dame av Arts et Lettres-orden (2005)
- 1982 – Lissabons litteraturpris (1984) för Noticia da Cidade Silvestre.
- 2000 – Jean Monnet-priset för europeisk litteratur för Walters dotter.[6]
- 2002 – Stora priset från portugisiska författarföreningen.[7]